# Strålsnäs
Strålsnäs è un'area urbana della Svezia situata nel comune di Boxholm, contea di Östergötland.
La popolazione risultante dal censimento 2010 era di 410 abitanti .